# Кертиситоїди
Кертиситоїди (рос. кертиситоиды, англ. curtisitoides, нім. Curtisitoide pl) – групова назва вуглеводнів, подібних до кертиситу.
Колір жовтий, зеленувато-жовтий. Риса світло-жовта. Блиск скляний. Асоціює з органічними мінералами.